# Lijst van golfbanen in Schotland

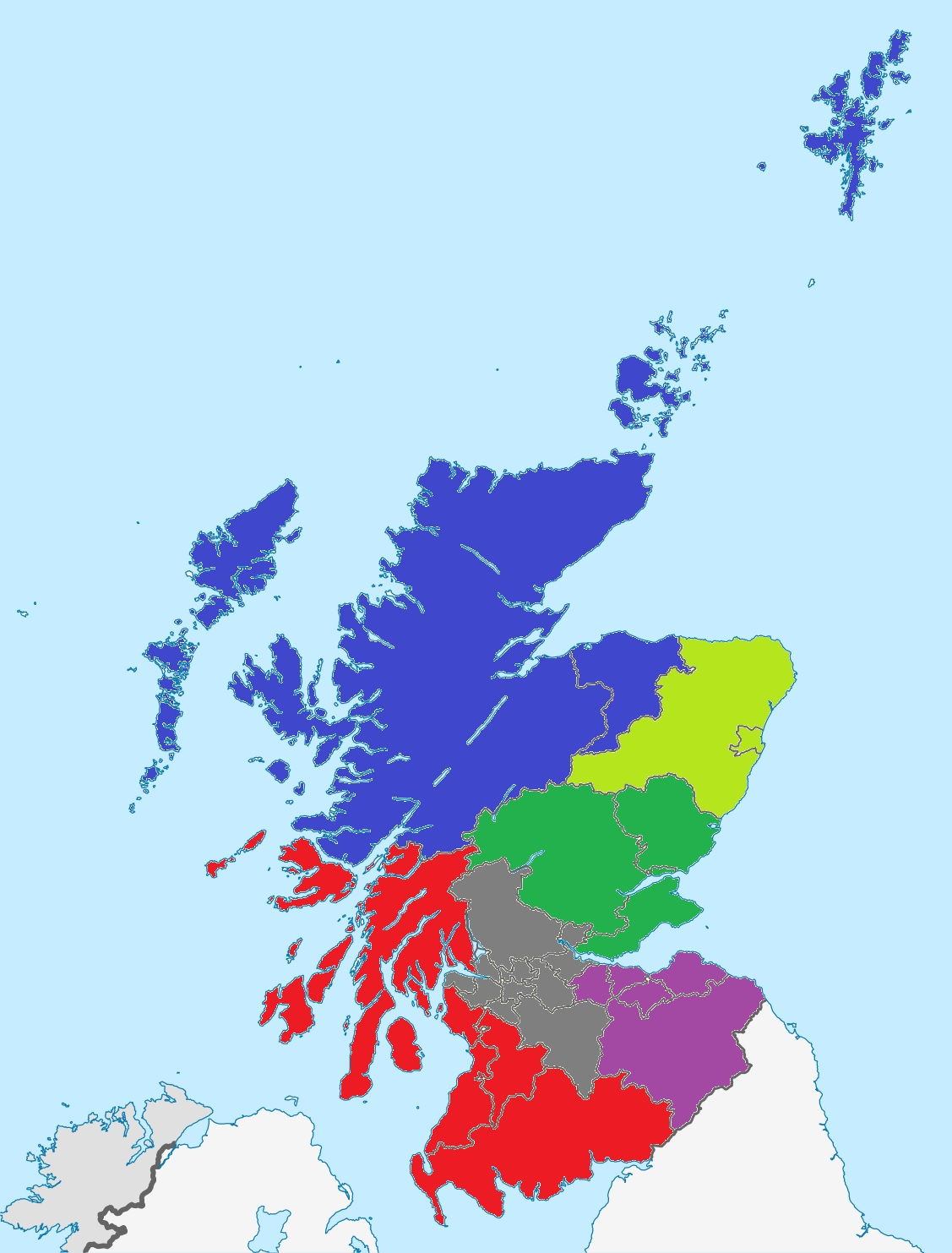
Zuidwesten
Noorden
Noordoosten
Oosten
Zuidoosten
Midden

Dit is een lijst van golfbanen in Schotland. De lijst is ingedeeld in de regio's van de hiernaast staande afbeelding.

## Zuidwesten
- Annanhill Golf Course, Kilmarnock
- Ardeer Golf Course, Stevenston
- Auchenharvie Golf Course, Stevenston
- Ayr Golf Centre at Roodlea, Ayr
- Ballochmyle Golf Course, Mauchline
- Beith Golf Course, Beith
- Belleisle Golf Course, Ayr
- Blairmore and Strone Golf Course, Dunoon
- Brighouse Bay Golf Course, Kirkcudbright
- Brodick Golf Course, Brodick
- Brunston Castle Golf Course, Dailly
- Bute Golf Course, Isle of Bute
- Cally Palace Hotel Golf Course, Gatehouse of Fleet
- Caprington, 9 Hole Golf Course, Kilmarnock
- Caprington, 18 Hole Golf Course, Kilmarnock
- Carradale Golf Course, Carradale
- Castle Douglas Golf Course, Castle Douglas
- Colonsay Golf Course, Machrins
- Colvend Golf Course, Dalbeattie
- Corrie Golf Course, Corrie
- Cowal Golf Course, Dunoon
- Craigieknowes Golf Course, Barnbarroch
- Craignure Golf Course, Isle of Mull
- Crichton Golf Course, Dumfries
- Dalbeattie Golf Course, Dalbeattie
- Dalmally Golf Course, Dalmally
- Dalmilling Golf Course, Ayr
- Darley Golf Course, Troon
- Doon Valley, Patna Golf Course, Patna
- Dumfries and County Golf Course, Dumfries
- Dumfries and Galloway Golf Course, Dumfries
- Dumfriesshire Golf Centre, Dumfries
- Dunaverty Golf Course, Campbeltown
- Dundonald Links Golf Course, Irvine
- Isle of Eriska Golf Course, Oban
- Fullarton Golf Course, Troon
- Gatehouse Golf Centre, Gatehouse of Fleet
- Isle of Gigha Golf Course, Kintyre
- Girvan Golf Course, Girvan
- Glasgow, Gailes Links Golf Course, Irvine
- Glencruitten Golf Course, Argyll
- Hoddom Castle Golf Course, Lockerbie
- Innellan Golf Course, Innellan
- Inveraray Golf Course, Inveraray
- Irvine Bogside Golf Course, Irvine
- Kilbirnie Place Golf Course, Kilbirnie
- Kilmarnock Golf Course, Troon
- Kirkcudbright olf Course, Kirkcudbright
- Kyles of Bute Golf Course, Tighnabruaich
- Lagganmore Golf Course, Portpatrick
- Lamlash Golf Course, Isle of Arran
- Langholm Golf Course, Langholm
- Largs Golf Course, Largs
- Lochgilphead Golf Course, Lochgilphead
- Lochgilphead Golf Course, Lochgilphead
- Lochgoilhead Golf Course, Lochgoilhead
- Lochgreen Golf Course, Troon
- Lochmaben Golf Course, Lochmaben
- Lochranza Golf Course, Isle of Arran
- Lockerbie Golf Course, Lockerbie
- Loudoun Gowf Course, Galston
- Machrie Golf Links, Isle of Islay
- Machrie Bay Golf Course, Isle of Arran
- Machrihanish Golf Course, Campbeltown
- Machrihanish Dunes Golf Course, Campbeltown
- Maybole Golf Course, Maybole
- Millport Golf Course, Isle of Cumbrae
- Moffat Golf Course, Moffat
- Muirkirk Golf Course, Muirkirk
- New Comnock Golf Course, Lochhill
- New Galloway Golf Course, New Galloway
- Newton Stewart Golf Course, Newton Stewart
- Norht Gailes Golf Course, Irvine
- Port Bannatyne Golf Course, Isle of Bute
- Portpatrick, Dinvin Golf Course, Portpatrick
- Portpatrick, Dunskey Golf Course, Portpatrick
- Powfoot Golf Course, Annan
- Prestwick Golf Course, Prestwick
- Prestwick St Cuthbert Golf Course, Prestwick
- Prestwick St Nicholas Golf Course, Prestwick
- Ravenspark Golf Course, Irvine
- Rothesay Golf Course, Isle of Bute
- Routenburn Golf Course, Largs
- Rowallan Castle Golf Course, Kilmaurs
- Royal Troon, Old Golf Course, Troon
- Royal Troon, Portland Golf Course, Troon
- Sanquhar Golf Course, Sanquhar
- Seafield Golf Course, Ayr
- Isle of Seil Golf Course, Oban
- Shiskine Golf Course, Isle of Arran
- Skelmorlie Golf Course, Skelmorlie
- Solway Links & Golf Course, Southerness
- Southerness Golf Course, Dumfries
- St Medan Golf Course, Newton Stewart
- Stranraer Golf Course, Stranraer
- Tarbert Golf Course, Tarbert
- Taynuilt Golf Course, Taynuilt
- Thornhill Golf Course, Thornhill
- Tobermory Golf course, Isle of Mull
- Tongland Golf Course, Kirkcudbright
- The Ailsa, Turnberry Golf Course, Turnberry
- The Kintyre, Turnberry Golf Course, Turnberry
- Vaul Golf Course, Isle of Tiree
- West Killbridge Golf Course, Seamill
- Western Gailes Golf Course, Irvine
- Whiting Bay Golf Course, Isle of Arran
- Wigtown and Bladnoch Golf Course, Wigtown
- Wigtownshire County Golf Course, Glenluce

## Noorden
- Abernethy Golf Course, Nethy Bridge
- Aigas Golf Course, Beauly
- Alness Golf Course, Alness
- Askernish Golf Course, South Uist
- Asta Golf Course, Shetland
- Ballindalloch Castle Golf Course, Ballindalloch
- Isle of Barra Golf Course, Isle of Barra
- Benbecula Golf Course, Benbecula
- Boat of Garten Golf Course, Boat of Garten
- Bonar Bridge/Ardgay Golf Course, Bonar Bridge
- Brora Golf Course, Brora
- Buckpool Golf Course, Buckie
- Carnegie Golf Course, Dornoch
- Carrbridge Golf Course, Carrbridge
- Castle Stuart Golf Links, Inverness
- Cawdor Castle Golf Course, Nairn
- Craggan Golf Course, Grantown-on-Spey
- Cullen Golf Course, Buckie
- Dalfaber Golf Course, Aviemore
- The Dragon's Tooth Golf Course, Ballachulish
- Dufftown Golf Course, Dufftown
- Durness Golf Course, Durness
- Elgin Golf Course, Elgin
- Forres Golf Course, Forres
- Fort Augustus Golf Course, Fort Augustus
- Fort William Golf Course, Fort William
- Fortrose and Rosemarkie Golf Course, Fortrose
- Gairloch Golf Course, Gairlcoh
- Garmouth and Kingston Golf Course, Garmouth
- Golspie Golf Course, Golspie
- Grantown-on-Spey Golf Course, Grantown-on-Spey
- Isle of Harris Golf Course, Isle of Harris
- Helmsdale Golf Course, Helmsdale
- Hopeman Golf Course, Moray
- Invergordon Golf Course, Invergordon
- Inverness Golf Course, Inverness
- Keith Golf Course, Keith
- Kingussie Golf Course, Kingussie
- Kinloss Country Golf Course, Forres
- Loch Ness, New Golf Course, Inverness
- Loch Ness, Wee Monster Golf Course, Strathcarron
- Lochcarron Golf Course, Lybster
- Moray, New Golf Course, Lossimouth
- Moray, Old Golf Course, Lossiemouth
- Muir of Ord Golf Course, Muir of Ord
- Nairn Golf Course, Nairn
- Nairn Dunbar Golf Course, Nairn
- Newtonmore Golf Course, Newtonmore
- North Ronaldsay Golf Course, Orkney
- Orkney golf Course, Orkney
- Reay Golf Course, Reay
- Rothes Golf Course, Aberlour
- Royal Dornoch, Championship Golf Course, Dornoch
- Royal Dornoch, Struie Golf Course,Dornoch
- Sanday Golf Coruse, Orkney
- Shetland Golf Course, Shetland
- Skeabost Golf Course, Isle of Skye
- Isle of Skye Golf Course, Isle of Skye
- South Ronaldsay Golf Course, Orkney
- Spean Bridge Golf Course, Pean Bridge
- Spey Bay Golf Course, Fochabers
- Spey Valley Golf Course, Aviemore
- Stornoway Golf Course, Isle of Lewis
- Strathlene Buckie Golf Course, Banffshire
- Strathpeffer Spa Golf Course, Strathpeffer
- Stromness Golf Course, Orkney
- Tain Golf Course, Tain
- Tarbat Golf Course, Tain
- Thurso Golf Course, Thurso
- Torvean Golf Course, Inverness
- Traigh Golf Course, Arisaig
- Ullapool Golf Course, Morefield
- Westray Golf Course, Orkney
- Whalsay Golf Course, Shetland
- Wick Golf Course, Wick

## Noordoosten
- Aboyne Golf Course, Aboyne
- Aboyne Loch, Pussycat Golf Course, Aboyne
- Aboyne Loch, Tiger Golf Course, Aboyne
- Alford Golf Course, Alford
- Aspire Golf Course, Aberdeen
- Auchenblae Golf Course, Auchenblae
- Auchenmill Golf Course, Aberdeen
- Ballater Golf Course, Ballater
- Balnagsk Golf Course, Aberdeen
- Banchory Golf Course, Banchory
- Braemer Golf Course, Braemer
- Craibstone Golf Course, Aberdeen
- Cruden Bay, Main Golf Course, Peterhead
- Cruden Bay, St Olafs Golf Course, Peterhead
- Deeside, Blairs Golf Course, Aberdeen
- Deeside, Haughton Golf Course, Aberdeen
- Duff House Royal Golf Course, Banff
- Dunecht House Golf Course, Skene
- Fraserburgh, Corbie Golf Course, Fraserburgh
- Fraserburgh, Rosehill Golf Course, Fraserburgh
- Fyvie Golf Course, Turriff
- Hazlehead, 9 Hole Golf Course, Aberdeen
- Hazlehead, No 1 Golf Course, Aberdeen
- Hazlehead, No 2 Golf Course, Aberdeen
- Huntly Golf Course, Huntly
- Inchmarlo, Laird's Golf Course, Banchory
- Inchmarlo, Queen's Golf Couse, Banchory
- Insch Golf Course, Insch
- Inverallochy Golf Course, Fraserbrugh
- Inverurie Golf Course, Inverurie
- Kemnay Golf Course, Kamnay
- King's Links Golf Course, Aberdeen
- Kintore Golf Course, Inveruie
- Longside Golf Course, Peterhead
- Lumphanan Golf Course, Banchory
- McDonald Golf Course, Ellon
- Meldrum House Golf Course, Oldmeldrum
- Murcar Links, 9 Hole Golf Course, Aberdeen
- Murcar Links, 18 Hole Golf Course, Aberdeen
- Newburgh-On-Ythan Golf Course, Newburgh
- Newmachar, Hawkshill Golf Course, Newmachar
- Newmachar, Swailend Golf Course, Newmachar
- Oldmeldrum Golf Course, Oldmeldrum
- Peterculter Golf Course, Peterculter
- Peterhead, New Golf Course, Peterhead
- Peterhead, Old Golf Course, Peterhead
- Portlethen Golf Course, Portlethen
- Rosehearty Golf Course, Rosehearty
- Royal Aberdeen, Balgownie Links, Bridge of Don
- Royal Aberdeen, Silverbrun Course, Bridge of Don
- Royal Tarlair Golf Course, MacDuff
- Stonehaven Golf Course, Stonehaven
- Tarland Golf Course, Aboyne
- Torphins Golf Course, Torphins
- Turriff Golf Course, Turriff
- Westhill Golf Course, Westhill

## Oosten
- Aberdour Golf Course, Aberdour
- Aberfeldy Golf Course, Aberfeldy
- Alyth Golf Course, Alyth
- Anstruther Golf Course, Anstruther
- Arbroath Golf Course, Arbroath
- Auchterarder Golf Course, Auchterarder
- Auchterderran Golf Course, Cardenden
- Balbirnie Park Golf Course, Markinch
- Ballumbie Castle Golf Course, Dundee
- Bishopshire Golf Course, Kinross
- Blair Atholl Golf Course, Blair Atholl
- Blairgowrie, Lansdowne Golf Course, Blairgowrie
- Blairgowrie, Rosemount Golf Course, Blairgowrie
- Blairgowrie, Wee Golf Course, Blairgowrie
- Brechin Golf Course, Brechin
- Burntisland Golf Course, Burntisland
- Caird Park Golf Course, Dundee
- Camperdown Golf Course, Dundee
- Canmore Golf Course, Dunfermline
- Carnoustie, Buddon Links Golf Course, Carnoustie
- Carnoustie, Burnside Golf Course, Carnoustie
- Carnoustie, Championship Golf Course, Carnoustie
- Charleton Golf Course, Colinsburgh
- Cluny Golf Course, Kirkcaldy
- Comrie Golf Course, Comrie
- Cowdenbeath, Dora Golf Course, Cowdenbeath
- Craigie Hill Golf Course, Perth
- Crail, Balcomie Links Golf Course, Crail
- Crail, Craighead Links Golf Course, Crail
- Crieff, Dornock Golf Course, Crieff
- Crieff, Ferntower Golf Course, Crieff
- Culcrieff Golf Course, Crieff
- Cupar Golf Course, Cupar
- Dalmunzie Golf Course, Spittal of Glenshee
- Downfield Golf Course, Dundee
- Drumoig Golf Course, St Andrews
- Dunfermline, Pittfirrane Golf Course, Dunfermline
- Dunkeld and Birnam Golf Course, Dunkeld
- Dunnikier Park Golf Course, Kirkcaldy
- Dunning Golf Course, Dunning
- Edzell, Old Golf Course, Edzell
- Edzell, West Water Golf Course, Edzell
- Elie Golf Course, Elie
- Elie Sports Club Golf Course, Elie
- Elmwood Golf Course, Cupar
- Falkland Golf Course, Falkland
- Forbes of Kingennie Golf Course, Dundee
- Forfar Golf Coruse, Forfar
- Forrester Park Golf Course, Dunfermline
- Foulford Inn Golf Course, Crieff
- Gleneagles, King's Golf Course, Auchterarder
- Gleneagles, PGA Centenar Golf Course, Auchterarder
- Gleneagles, PGA National Academy Golf Course, Auchterarder
- Gleneagles, Queen's Golf Course, Auchterarder
- Glenisla Golf Course, Alyth
- Glenrothes Golf Course, Glenrothes
- Killin Golf Course, Killin
- King James VI Golf Course, Perth
- Kingarrock Hickory Golf Course, Cupar
- Kinghorn Golf Course, Kinghorn
- Kingsbarns, Golf Links, St Andrews
- Kinross, Bruce Golf Course, Kinross
- Kinross, Montgomery Golf Course, Kinross
- Kirkcaldy Golf Course, Kirkcaldy
- Kirriemuir Golf Course, Kirriemuir
- The Kittlocks Golf Course, Fairmont St Andrews, St Andrews
- Ladybank Golf Course, Ladybank
- Leslie Golf Course, Leslie
- Letham Grange, Glens Golf Course, Arbroath
- Letham Grange, Old Golf Course, Arbroath
- Leven Links Golf Course, Leven
- Lochgelly Golf Course, Lochgelly
- Lochore Meadows Golf Course, Lochgelly
- Lundin Golf Course
- Lundin Ladies Golf Course, Lunding Links
- Lynedoch Golf Course, Scone
- Mains of Taymouth Golf Course, Kenmore
- Milnathort Golf Course, Kinross
- Monifieth, Ashludie Golf Course, Monifieth
- Monifieth, Medal Golf Course, Monifieth
- Montrose, Broomfield Golf Course, Montrose
- Montrose, Medal Golf Course, Montrose
- Murrayshall Golf Course, Scone
- Muthill Golf Course, Muthill
- North Inch Golf Course, Perth
- Panmure Golf Course, Carnoustie
- Piperdam, The Osprey Golf Course, Dundee
- Piperdam, Wee Piper Golf Course, Dundee
- Pitlochry Golf Course, Pitlochry
- Pitreavie Golf Course, Dunfermline
- Saline Golf Course, Saline
- Scoonie Golf Course, Leven
- Scotscraig Golf Course, Tayport
- St Andrews, The Duke's Course, St Andrews
- St Andrews Links, Balgove Course, St Andrews
- St Andrews Links, The Castle Course, St Andrews
- St Andrews Links, Eden Course, St Andrews
- St Andrews Links, Jubilee Course, St Andrews
- St Andrews Links, New Course, St Andrews
- St Andrews Links, Old Course, St Andrews
- St Andrews Links, Strathtyrum Course, St Andrews
- St Fillans Golf Course, St Fillans
- St Michaels Golf Course, Leuchars
- Strathmore, Leitfie Links Golf Course, Alyth
- Strathmore, Rannaleroch Golf Course, Alyth
- Strathtay Golf Course, Pitlochry
- Thornton Golf Course, Thonton
- Torrance Golf Course, Fairmont St Andrews, St Andrews
- Tulliallan Golf Course, Alloa

## Zuidoosten
- Archerfield Links Golf Course, Dirleton
- Baberton Golf Course, Edinburgh
- Bathgate Golf Course, Bathgate
- Braid Hills Golf Course, Edinburgh
- Bridgend and District Golf Course, Bridgend
- Broomieknowe Golf Course, Bonnyrigg
- Bruntsfield Links Golf Course, Edinburgh
- Carrick Knowe Golf Course, Edinburgh
- Castle Park Golf Course, Gifford
- Craigentinny Golf Course, Edinburgh
- Craigielaw Golf Course, Aberlady
- Craigmillar Park Golf Course, Edinburgh
- Dalmahoy, East Golf Course, Kirknewton
- Dalmahoy, West Golf Course, Kirknewton
- Deer Park Golf Course, Livingston
- Duddingston Golf Course, Edinburgh
- Dunbar Golf Course, Dunbar
- Dundas Parks Golf Course, South Queensferry
- Duns Golf Course, Duns
- Eyemouth Golf Course, Eyemouth
- Galashiels Golf Course, Galashiels
- Gifford Golf Course, Gifford
- Glen Golf Course, North Berwick
- Glencorse Golf Course, Penicuik
- Gogarburn Golf Course, Newbridge
- Greenburn Golf Course, Fauldhouse
- Gullane, No 1 Golf Course, Gullane
- Gullane, No 2 Golf Course, Gullane
- Gullane, No 3 Golf Course, Gullane
- Haddington Golf Course, Gullane
- Harburn Golf Course, West Calder
- Hawick Golf Course, Hawick
- The Hermitage Family Golf Course, Edinburgh
- Hirsel Golf Course, Coldstream
- Inneleithen Golf Course, Inneleithen
- Jedburgh Golf Course, Jedburgh
- Kelso Golf Course, Kelso
- Kilspindie Golf Course, Aberlady
- Kings Acre Golf Course and Academy, Lasswade
- Kingsfield Golf Course, Linilithgow
- Kingsknowe Golf Course, Edinburgh
- Lauder Golf Course, Lauder
- Liberton Golf Course, Edinburgh
- Lilliardsedge Golf Course, Jedburgh
- Lilliesleaf Golf Course, Melrose
- Linlithgow Golf Course, Linlithgow
- Longniddry Golf Course, Longniddry
- Lothianburn Golf Course, Edinburgh
- Luffness New Golf Course, Aberlady
- Macdonald Cardrona Golf Course, Peebles
- Melrose Golf Course, Melrose
- Melville Golf Course, Lasswade
- Merchants of Edinburgh Golf Course, Edinburgh
- Minto Golf Course, Hawick
- Mortonhall Golf Course, Edinburgh
- Muirfield Golf Course, Gullane
- Murrayfield Golf Course, Edinburgh
- Musselburgh Links, The Old Golf Course, Musselburgh
- Newbattle Golf Course, Dalkeith
- Newcastleton Golf Course, Newcastleton
- Niddry Castle Golf Couse, Winchburgh
- North Berwick Golf Course, Nort Berwick
- Oatridge Golf Course, Broxburn
- Peebles Golf Course, Peebles
- Polkemmet Golf Course, Whitburn
- Portobello Golf Course, Portobello
- Prestonfield Golf Course, Edinburgh
- Princes Golf Course, Edinburgh
- Pumpherston Golf Course, Livingston
- Ratho Park Golf Course, Ratho
- Ravelston Golf Course, Edinburgh
- Renaissance Golf Course, North Berwick
- The Roxburghe Golf Course, Kelso
- Royal Burgess Golfing Society, Edinburgh
- Royal Musselburgh Golf Course, Prestonpans
- Rutherford Castle Golf Course, West Linton
- Selkirk Golf Course, Selkirk
- Silverknowes Golf Course, Edinburgh
- St Boswells Golf Course, Melrose
- Swanston Golf Course, Edinburgh
- Swanston 9 Hole Par 3 Golf Course, Edinburgh
- Torphin Hill Golf Course, Edinburgh
- Torwoodlee Golf Course, Galashiels
- Turnhouse Golf Course, Edinburgh
- Uphall Golf Course, Uphall
- Vogrie GolfCourse, Gorebridge
- West Linton Golf Course, West Linton
- West Lothian Golf Course, Linlithgow
- Whitehill House Golf Course, Rosewell
- Whitekirk Golf Course, North Berwick
- Winterfield Golf Course, Dunbar
- Woll Golf Course, Ashkirk

## Midden
- Aberfoyle Golf Course, Aberfoyle
- Airdrie Golf Course, Airdrie
- Airthrey Golf Course, Stirling
- Alexandra Park Golf Course, Glasgow
- Alloa Golf Course, Sauchie
- Alva Golf Course, Alva
- Balfron Golf Course, Balfron
- Balmore Golf Course, Balmore
- Barshaw Golf Course, Paisley
- Bearsden Golf Course, Bearsden
- Bellshill Golf Course, Bellshill
- Biggar Golf Course, Biggar
- Bishopbriggs Golf Course, Bishopbriggs
- Blairbeth Golf Course, Rutherglen
- Bonnybridge Golf Course, Bonnybridge
- Bonnyton Golf Course, Eaglesham
- Bothwell Castle Golf Course, Bothwell
- Brahead Golf Course, Alloa
- Bridge of Allan Golf Course, Bridge of Allan
- Brucefields Family Golf Centre, Stirling
- Buchanan Castle Golf Course, Drymen
- Calderbraes Golf Course, Uddington
- Caldwell Golf Course, Uplawmoor
- Callander Golf Course, Callandert
- Cambuslang Golf Course, Cambuslang
- Campsie Golf Course, Lennoxtown
- Cardross Golf Course, Cardross
- Carluke Golf Course, Carluke
- Carnwath Golf Course, Carnwath
- The Carrick Golf Course, Loch Lomond
- Cathcart Castle Golf Course, Clarkston
- Cathkin Braes Golf Course, Rugherglen
- Cawder, Cawder Golf Course, Bishopbriggs
- Cawder, Keir Golf Course, Bishopbriggs
- Clober Golf Course, Milngavie
- Clydebank and District Golf Course, Clydebank
- Cochrane Castle Golf Club, Johnstone
- Colville Park Golf Course, Motherwell
- Cowglen Golf Course, Glasgow
- Crow Wood Golf Course, Muirhead
- Dalmuir Golf Course, Clydebank
- Dalziel Park Golf Course, Motherwell
- Dollar Golf Course, Dollar
- Douglas Park Golf Course, Bearsden
- Douglas Water Golf Course, Lanark
- Drumpellier Golf Course, Coatbridge
- Dullatur, Antoine Golf Course, Cumbernauld
- Dullatur, Carrickstone Golf Course, Cumbernauld
- Dumbarton Golf Course, Dumbarton
- Dunblane New Golf Course, Dunblane
- Earl of Mar Golf Course, Bishopton
- East Kilbridge Golf Course, East Kilbridge
- East Renfrewshire Golf Course, Newton Mearns
- Easter Moffat Golf Course, Airdrie
- Eastwood Golf Course, Newton Mearns
- Elderslie Golf Course, Elderslie
- Erskine Golf Course, Bishopton
- Esporta Dougalston Golf Course, Milngavie
- Falkirk Golf Course, Falkirk
- Falkirk Tryst Golf Course, Larbert
- Fereneze Golf Course, Barrhead
- Glasgow, Killermount Golf Course, Bearsden
- Gleddoch Golf Course, Port Glasgow
- Glenbervie Golf Course, Larbert
- Gourock Golf Course, Gourock
- Grangemouth Golf Course, Polmont
- Greenock Golf Course, Greenock
- Greenock Whinhill Golf Course, Greenock
- Haggs Castle Golf Course, Glasgow
- Hamilton Golf Course, Hamilton
- Hayston Golf Course, Kirkintilloch
- Helensburgh Golf Course, Helensburgh
- Hilton Park, Alexander and Hilton Courses, Milngavie
- Hollandbush Golf Course, Lesmahgow
- Kames Golf Course, Lanark
- Kilmacolm Golf Course, Kilmacolm
- Kilsyth Lennox Golf Course, Kilsyth
- Kirkhill Golf Course, Cambuslang
- Kirkintilloch Golf Course, Kirkintilloch
- Knightswood Golf Course, Glasgow
- Lanark Golf Course, Lanark
- Langlands Golf Course, East Kilbride
- Larkhall Golf Course, Larkhall
- Leadhills Golf Course, Biggar
- Lenzie Golf Course, Lenzie
- Lethamhill Golf Course, Glasgow
- Linn Park Golf Course, Glasgow
- Littlehill Golf Course, Bishopbriggs
- Loch Lomond Golf Course, Luss
- Lochview Family Golf Centre, Coatbridge
- Lochwinnoch Golf Course, Lochwinnoch
- Milngavie Golf Course, Milngavie
- Mount Ellen Golf Course, Gartcosh
- Mouse Valley Golf Course, Lanark
- Muckhart Golf Course, Dollar
- Old Course Ranfurly, Bridge of Weir
- Paisley Golf Course, Paisley
- Palacerigg Golf Course, Cumbernauld
- Pollok Golf Course, Glasgow
- Polmont Golf Course, Falkirk
- Port Glasgow Golf Course, Port Glasgow
- Ralston Golf Course, Paisley
- Ranfurly Castle Golf Course, Bridge of Weir
- Renfrew Golf Course, Renfrew
- Ross Priory Golf Course, Gartocharn
- Rouken Glen Golf Centre, Thornliebank
- Ruchill Golf Course, Maryhill
- Sandyhills Golf Course, Mount Venon
- Shotts Golf Course, Shotts
- Stirling Golf Course, Stirling
- Strathaven Golf Course, Strathaven
- Strathclyde Park Golf Course, Hamilton
- Strathendrick Golf Course, Drymen
- Tillicoultry Golf Course, Tillicoultry
- Torrance House Golf Course, East Kilbride
- Vale of Leven Golf Course, Alexandria
- Wee Demon Golf Course, Loch Lomond
- Westerwood Golf Course, Cumbernauld
- Whitecraigs Golf Course, Giffnock
- Williamwood, Netherlee
- Windyhill Golf Course, Bearsden
- Wishaw Golf Course, Wishaw